# Tylochromis variabilis
Tylochromis variabilis är en fiskart som beskrevs av Stiassny, 1989. Tylochromis variabilis ingår i släktet Tylochromis och familjen Cichlidae. IUCN kategoriserar arten globalt som livskraftig. Inga underarter finns listade i Catalogue of Life.